# Radio Corbeau
Pour plus de détails, voir Fiche technique et Distribution.
Radio Corbeau est un film français réalisé par Yves Boisset et sorti en 1989.

## Synopsis
Dans la petite ville de Saint-Meyrand, une radio pirate émet à midi trente précise, avec un drôle de bulletin d'informations locales. « Radio Corbeau » informe les habitants de cette paisible ville de province des secrets de leurs notables, qu'ils soient politiques, commerçants ou patrons, mais aussi de citoyens plus modestes. De nombreux scandales sont ainsi dénoncés, des plus anodins comme les adultères de certains, aux plus graves comme les malversations de certains autres... Un inspecteur est chargé d'enquêter sur cette radio, tandis que le correspondant du journal local s'amuse de voir le désordre provoqué par cette nouvelle attraction. La scène finale se déroule autour du grand-orgue Merklin de Salins-les-Bains.

## Fiche technique
- Titre : Radio corbeau
- Réalisation : Yves Boisset, assisté de  Frédéric Noiret, Catherine Puertas
- Scénario : Yves Boisset et Alain Scoff d'après le roman d'Yves Ellena
- Costumes : Édith Vesperini
- Photographie : Jacques Loiseleux
- Son : Jean-Pierre Duret
- Décorateur : Claude Bouvard
- Monteuse : Laurence Leininger
- Musique : Gérard Anfosso
- Musiques additionnelles : Wolfgang Amadeus Mozart, Gioachino Rossini
- Pays d'origine :  France
- Producteur délégué : Alain Sarde
- Directeur de production : Christine Gozlan
- Sociétés de production : Ciné 5, Saris
- Distributeur d'origine :  AAA
- Format : couleurs (Eastmancolor) - Son monophonique - 35 mm
- Genre : policier
- Durée : 95 minutes
- Date de sortie : 
  - France - 1er février 1989

## Distribution
| - Claude Brasseur : Paul Maurier - Pierre Arditi : l'inspecteur Julien Duval - Évelyne Bouix : Françoise - Christine Boisson : Agnès - Julien Bukowski : Briand - Jean-Pierre Bisson : le commissaire Bouthier - Greg Germain : l'inspecteur Olivier - Roger Planchon : Faber, le Maire - Bernard Bloch : Gerfaut, l'entrepreneur - Yves Afonso : Roustan - Michel Peyrelon : Vinatier, l'agriculteur - Jean-Pierre Bagot : Marcel Pujol, le syndicaliste | - Rita Brantalou : Koury, le vendeur d'électronique - Jean-Claude Dreyfus : Rosati, le boucher - Jean-Pol Dubois : Meyrignac, le comptable de Gerfaut - Gilles Gaston-Dreyfus : Weber, le receveur des Postes - François Dyrek : Albert Cauvin, l'aubergiste - Philippe Morier-Genoud : Flamant, le notaire - Édith Scob : Mme Michel - Myriam Mézières : Mme Perron - Clément Harari : Maxime Katzman - Roger Ibanez : Olivera - Jean-Roger Milo - Muriel Montossey : Monique - Christophe Salengro : Gerard, le serveur |

## Autour du film
- La ville fictive de Saint-Meyrand est en fait la ville jurassienne de Salins-les-Bains où la plupart des scènes extérieures ont été tournées. D'autres scènes ont été également tournées à Ivory, Champagnole et à Pontarlier ainsi qu'à Maule dans les Yvelines.